# Sitio de Bursa
El sitio de Bursa ocurrió en 1326, cuando los otomanos idearon un audaz plan para apoderarse de la ciudad de Bursa. Los otomanos no habían capturado una ciudad antes, la falta de experiencia en esta etapa de la guerra significó que la ciudad se redujo sólo después de diez años. Algunas fuentes sugieren nueve años, mientras que otros todavía ocho años.

## Importancia
Paul K. Davis escribe, "La captura de Bursa establecido por Osman I (Othman) y sus sucesores como la mayor potencia de Asia Menor, a partir del Imperio Otomano."